# Вилијам Вокер
Вилијам Грејам Вокер (енгл. William Graham Walker; Карни, 1. јун 1935) амерички је дипломата и шпијун ЦИА. Током своје дипломатске каријере био је амбасадор САД у Салвадору и шеф Косовске верификационе мисије при ОЕБС. Познат је по својој улози у рату на Косову и Метохији, као и заговарању НАТО бомбардовања Југославије након случаја Рачак. Подржава сецесију Косова и Метохије од Србије и уједињење Албаније и Косова.

## Биографија
Вокер је, заједно са Медлин Олбрајт, Џејмс Рубином и Ричардом Холбруком радио на финансирању и обуци албанских терориста, чија је улога била да испровоцирају сукобе са српском војском и полицијом. Основни мотив је био ескалација сукоба и изговор за довођење НАТО трупа на територију Србије. Према изјавама Хелене Ранти, међународног патолога која је истраживала тела убијених у Рачку, Вокер је вршио притисак на њу и тражио да додатно сатанизују Србе, иако није било основа за то. Незадовољан њених извештајем, он се касније у својој реторици није придржавао њених закључака, већ је својевољно окарактерисао тај догађај у своју корист.
Председавајући ОЕБС-а, Броњислав Геремек је 17. октобра 1998. именовао Вилијама Вокера из Сједињених Америчких Држава за шефа Косовске верификационе мисије ОЕБС. Непосредно пре овог именовања Вилијам Вокер је обављао дужност Специјалног изасланика Генералног секретара ОУН на месту шефа Прелазне администрације уједињених нација за Источну Славонију, Барању и западни Срем у Хрватској.
Влада СРЈ је 18. јануара 1999. донела одлуку о проглашавању Вилијама Вокера „персоном нон грата“. Недељу дана после ове одлуке, на захтев Европске уније и на интервенцију председника и премијера Руске Федерације, влада СРЈ којом је председавао Момир Булатовић је донела одлуку о замрзавању ове одлуке.
Вилијама Вокера је 24. новембра 2008. председник Албаније Бамир Топи именовао за почасног грађанина Републике Албаније, а 15. јануара 2009, на десетогодишњицу Случаја Рачак, премијер и председник самопроглашене државе Косово, Хашим Тачи и Фатмир Сејдију су га одликовали Златном медаљом за услуге човечанству.
У јануару 2012. године учествовао је на протесту националистичког покрета косовско-метохијских Албанаца под називом Самоопредељење којим су блокирани административни прелази ка Србији и који има за циљ блокирање трговине између Косова и Метохије и остатка Србије.
Јануара 2023. изјавио је да пише књигу о случају Рачак.